# Jane Irwin Harrison
Pour les articles homonymes, voir Harrison.
Jane Irwin Harrison, née le 23 juillet 1804 à Mercersburg (Pennsylvanie) et morte le 11 mai 1846 est la belle-fille du président des États-Unis William Henry Harrison.
Elle a occupé le rôle de Première dame des États-Unis entre mars et avril 1841, durant le très court mandat de son beau-père, l'épouse du président Anna Harrison ne demeurant pas à Washington, D.C. en raison de son état de santé.
Sa sœur, Elizabeth Ramsey Irwin, épousé John Scott Harrison à Cincinnati en 1831 — un autre fils de William Henry Harrison — est la mère du président américain Benjamin Harrison.

## Biographie
Jane Irwin naît en 1804 à Mercersburg, en Pennsylvanie, aux États-Unis, d’Archibald Irwin et Mary Irwin, née Ramsey et a une sœur plus jeune, Elizabeth. Son père a hérité de terres et d’un moulin à Mercersburg. Sa mère est la fille du major James Ramsey.
Ses tante et oncle, Nancy Ramsey et John Sutherland, habitent à North Bend, dans l’Ohio et sont voisins de la famille Harrison William Henry et Anna. C’est lors de visites à North Bend que les deux filles Irwin rencontrent les fils Harrison, qu’elles épouseront : William Henry Jr. et John Scott.
Le 18 février 1824, Jane Irwin et William Henry Harrison Jr. se marient à Mercersburg. Lui a 22 ans, est avocat en difficulté et est alcoolique. Il meurt le 6 février 1838 à North Bend.
En 1841, son beau-père, William Henry Harrison, entre à la Maison-Blanche pour y occuper la fonction de président des États-Unis.